# O Porinetia To Tatou Ai'a
O Porinetia To Tatou Ai'a (tahitià Polinèsia, pàtria nostra) és un partit polític de la Polinèsia Francesa, fundat i dirigit per Gaston Tong Sang l'1 d'octubre de 2007. Es presentà a les eleccions legislatives de Polinèsia Francesa de 2008 formant la coalició To Tatou Ai'a, que a obtenir 27 dels 59 escons a l'Assemblea de la Polinèsia Francesa.
La creació de To Tatou Ai'a es va produir després de la moció de censura que va fer caure el govern de Tong Sang, mercè una aliança entre els independentistes de la Unió per la Democràcia (que van aconseguir que el seu cap Oscar Temaru fos nomenat president del govern polinesi) i els antiindependentistes del Tahoeraa Huiraatira, antic partit del mateix Tong Sang. Aleshores Tong Sang abandonà Tahoeraa per formar To Tatou Ai'a. Aquest nou partit va aplegar altres dissidents del Tahoeraa, fidels de Tong Sang o dissidents més antics com Jean-Christophe Bouissou i el seu moviment Rautahi o l'antic diputat de la 2a circumscripció de Polinèsia Francesa de 2002 a 2007 Béatrice Vernaudon-Coppenrath, i el moviment ciutadà Tiatau.
De cara a les eleccions legislatives de Polinèsia Francesa de 2008 es formà una coalició del mateix nom i que aplegava un total de cinc formacions polítiques, endemés de Rautahi i del Moviment Tiatau, per a formar una plataforma autonomista que havia donat suport Tong Sang contra els independentistes de 2006 a 2007: l'Ai'a Api, el Fetia Api, el Taatira no te Hau, el Te mana Toa i el Te niu hau manahune. Anteriorment havien format un grup parlamentari de 13 escons de 57 a l'Assemblea de la Polinèsia Francesa, que augmentaren a 27 després de les eleccions. Aquesta nova formació tenia vocació d'esdevenir una tercera via autonomista entre els dos blocs formats pels independentistes de la UPLD i els autonomistes pro-Gaston Flosse del Tahoeraa Huiraatira.
Després del congrés de fundació del 15 de desembre de 2007, Gaston Tong Sang va ser elegit president de la Polinèsia Francesa per 4.100 vots sobre els 5.600 reivindicats pel partit.
La coalició To Tatou Ai'a dirigida pel nou partit de Gaston Tong Sang presentà llistes comunes a totes les circumscripcions per a les eleccions territorials del 27 de gener i 10 de febrer de 2008. Duran la primera volta, la coalició fou la més votada a 2 de les 4 circumscripcions a les quals es presentava: 
- Illes del Vent (37 escons dels 57 de l'Assemblea de Polinèsia): 34,74% dels vots. Principalment a Papeete, la capital, feu del diputat Tahoeraa-UMP de la 1a circumscripció de la Polinèsia Francesa, la llista de Gaston Tong Sang va obtenir el 38,98% dels vots, davant de la d'Oscar Temaru (31,44%) i de la de Gaston Flosse (18,89%).
- Illes de Sotavent (8 escons): 45,43%.
- Tuamotu Oest: To Tatou Ai'a no presentà llista, però sí el Te niu hau manahune, el partit dels «illencs» locals que formava part de la coalició To Tatou Ai'a, fou el més votat amb el 39,74% dels vots.
- Illes Gambier i les Tuamotu Est (3 escons): 27,28%, tercera posició darrere la UPLD (39,14%) i el Tahoeraa Huiraatira (29,35%).
- Illes Marqueses (3 escons) : To Tatou Ai'a no presentà llista però la més votada a aquesta circumscripció (amb el 53,61% dels vots i 2 dels 3 escons de la circumscripció), el Te Henua enata a Tu (La Terra dels Homes, partit autonomista marquesà), donà suport Gaston Tong Sang.
- Illes Australs (3 escons) : 17,23%, tercera posició darrere Tahoeraa Huiraatira (40,05%) i la llista Tapura amui no tuha pae que dona suport la UPLD (30,19%).

Sobre el total de la Polinèsia Francesa, el vot acumulat de les quatre llistes To Tatou Ai'a arribaria als 41.069 vots (el 32,7% dels sufragis), amb un curt avantatge sobre la Unió per la Democràcia (UPLD), que va obtenir 40.049 vots (el 31,88%) i amb més avantatge sobre Tahoeraa huiraatira, qui va obtenir 27.378 vots (el 21,8%). Però si se li afeteix les llistes de Tuamotu Oest i les Marqueses, en total va obtenir 45.878 vots (el 36,52%).
En la segona volta, el 10 de febrer de 2008 To Tatou Ai'a va obtenir 27 escons sobre els 57 de l'Assemblea de la Polinèsia Francesa. To Tatou Ai'a esdevé aleshores el primer partit a l'assemblea, però sense majoria absoluta.
L'abril de 2008, sis electes del Te Mana o te Mau Motu abandonaren To Tatou Ai'a, encara que restaren solidaris de Gaston Tong Sang.
A finals de gener de 2009, els 3 electes del Rautahi de Jean-Christophe Bouissou iniciaren negociacions amb l'UDSP d'Oscar Temaru i Gaston Flosse, que organitzaren una moció de censura comuna contra el govern de Gaston Tong Sang que l'obligà a dimitir. Finalment, l'u de febrer de 2009, dia de la votació, els 3 Rautahi, unit al no inscrit ex-Tahoeraa (i membre del govern sortint Tong Sang) Armelle Merceron i els 2 electes del Moviment Ciutadà Tiatau de Béatrice Vernaudon, abandonaren oficialment l'aliança To Tatou Ai'a i formaren un grup distint de 6 membres d'orientació « centrista » i batejat Ia Ora Te Fenua.